# Саша-Сашенька
«Саша-Сашенька» — советская комедия, снятая на киностудии «Беларусьфильм».

## Сюжет
Саша Крылова работает маляром в Стройконторе. Она выдумщица и фантазёрка. Встретив рабочего Костю, который увлекается парашютным спортом, она выдаёт себя за артистку. И когда её обман разоблачается, Саше остаётся только один способ доказать Косте свою любовь — прыгнуть с парашютом.

## В ролях
| Актёр                                                            | Роль                                                   |
| ---------------------------------------------------------------- | ------------------------------------------------------ |
| Наталья Селезнева (озвучивает другая актриса)                    | Саша Крылова, маляр                                    |
| Лев Прыгунов                                                     | Костя Евсеев, парашютист                               |
| Юрий Медведев                                                    | Иван Спиридонович Птахин, новый начальник Стройконторы |
| Нина Шацкая (поёт Зоя Харабадзе)                                 | Надежда Павловна Ромашкина, актриса                    |
| Роман Филиппов                                                   | Бушин, милиционер                                      |
| Л. Виноградов                                                    | Дима, друг Кости                                       |
| Эммануил Геллер                                                  | человек с партитурой                                   |
| Арийс Гейкинс                                                    | папа, ждущий очередь в ясли                            |
| Нелли Козловская                                                 | жена Птахина                                           |
| Павел Пекур                                                      | председатель горисполкома                              |
| Тамара Муженко                                                   | Катя, подруга Саши                                     |
| Дмитрий Орлов                                                    | режиссёр                                               |
| Владимир Высоцкий (нет в титрах, озвучивает и поёт другой актёр) | певец с гитарой                                        |

## Съёмочная группа
| Автор сценария       | Лидия Вакуловская                  |
| Режиссёр-постановщик | Виталий Четвериков                 |
| Оператор-постановщик | Игорь Ремишевский                  |
| Композиторы          | Евгений Глебов, Микаэл Таривердиев |
| Художник-постановщик | Владимир Дементьев                 |
| Звукооператор        | Борис Шангин                       |
| Текст песен          | Владимир Высоцкий (нет в титрах)   |

## Критика
Владимир Высоцкий так отзывался о фильме: «Очень плохой фильм „Саша-Сашенька“ был. Я по недоразумению отдал туда песню. Но песню я люблю». Речь шла о «Песне о старом доме на Новом Арбате». Исполнение песни в фильме — неизвестный артист.